# Нинан
Нинан (仁安) је јапанска ера (ненко) која је настала после Еиман и пре Као ере. Временски је трајала од августа 1166. до априла 1169. године и припадала је Хејан периоду. Владајући цареви били су Рокуџо и Такакура.

## Важнији догађаји Нинан ере
- 1168. (Нинан 3, други месец): Рокуџо је свргнут у петој години живота. Бивши цар добија титулу „даиџо-даиџин тено“.[3]
- 30 март 1168. (Нинан 3, деветнаести дан другиг месеца): У трећој години Рокуџоове владавине цар је свргнут од стране свога деде. Трон наслеђује рођак и трећи син бившег цара Го-Ширакаве.[4]
- 29. април 1168. (Нинан 3, двадесети дан трећег месеца): На власт долази нови цар Такакура.[5]